# Mercatino dell'usato
"Mercatino dell'usato" è il termine popolarmente usato in Italia per definire i negozi dell'usato conto terzi: esercizi di intermediazione tra clienti venditori e clienti compratori che espongono nelle loro sedi oggetti usati di diverso tipo e provenienza.

## Settori merceologici nei mercatini dell'usato
I mercatini dell'usato solitamente trattano molti settori merceologici, dai mobili all'abbigliamento fino ad arrivare all'oggettistica. In particolare puoi trovare: antiquariato, modernariato, mobili e oggetti d'uso, quadri, soprammobili, complementi d'arredo, libri, dischi, curiosità, collezionismo. Sebbene nei mercatini dell'usato si possano trovare anche degli oggetti ricercati o dei mobili antichi, il mercatino dell'usato va distinto dal negozio di antiquariato.
Normalmente in un mercatino dell'usato si può trovare un po' di tutto ma negli ultimi anni alcuni negozi dell'usato hanno deciso di proporre solo una determinata tipologia commerciale (modernariato, bimbi, libri).

## Provenienza degli oggetti usati
Gli oggetti che si possono acquistare nei mercatini dell'usato hanno provenienze diverse. Alcuni mercatini offrono merce proveniente esclusivamente dalle loro attività di sgombero, altri si basano sul sistema del conto vendita, altri ancora sul sistema del baratto.

## Mercatini dell'usato come fenomeno sociale
Il fenomeno mercatino dell'usato sta trovando una sua collocazione stabile all'interno del tessuto economico e sociale del paese per cui, oggi, in un mercatino dell'usato si possono trovare tutti i ceti sociali. Le motivazioni che possono spingere a frequentare i mercatini dell'usato sono molte, spesso mescolate tra loro. Da una parte la moda del vintage, dall'altra la ricerca del risparmio. Ma non solo, ci sono dei motivi che affondano nell'ecologia: soprattutto negli ultimi anni, è nata, infatti, una nuova consapevolezza legata alla salvaguardia dell'ambiente e alla ricerca di uno stile di vita più eco-compatibile. Vendere o acquistare oggetti di seconda mano non significa solo prevenire alla radice la produzione di nuovi rifiuti ma significa anche ottimizzare l'energia contenuta negli oggetti stessi. Si suole definire energia grigia quell'energia che, in forma di acqua, petrolio e derivati, viene impiegata per la produzione della maggior parte degli oggetti oggi commercializzati su larga scala.

## Mercatini dell'usato in Italia

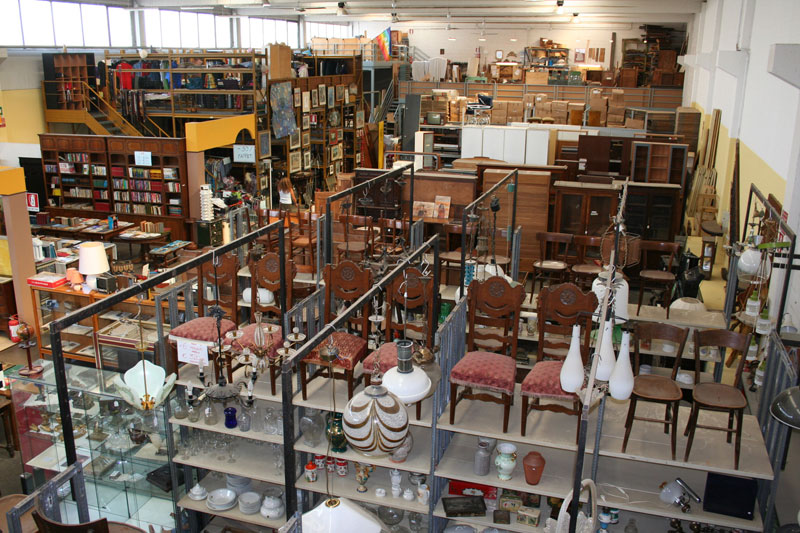
Interno di un tipico mercatino dell'usato

Nel 2008 sono stati censiti in Italia circa 2000 mercatini dell'usato attivi. Nell'ultimo decennio, si è assistito ad una rapida crescita del numero di mercatini dell'usato: nella città di Roma si è passati da 219 a 333 e a Milano da 180 a 257. Il giro d'affari annuale è stimato in oltre 3 miliardi di Euro.

## Tipologie
I gestori dei mercatini sono principalmente di due tipi: impresa o cooperativa sociale, persona fisica o società.
In base alla provenienza degli oggetti in vendita e al tipo di metodo di vendita offerta, i mercatini dell'usato si possono distinguere in: mercatini dell'usato solidale, mercatini dell'usato in conto vendita, mercatini dell'usato in baratto.

## Mercatini dell'usato solidale
Sono quei mercatini che sono gestiti da: imprese sociali, cooperative sociali, associazioni di volontariato.
Lo scopo della vendita degli oggetti usati è quello di creare una entrata economica per permettere la realizzazione dello scopo sociale della stessa (inserimento lavorativo di soggetti svantaggiati) oppure, nel caso di associazioni di volontariato, per raccogliere i fondi necessari alla realizzazione di opere di volontariato (realizzare progetti nel sud del mondo, sostenere affidi ecc ecc).

### Meccanismo di funzionamento
Il mercatino dell'usato funziona come un normale negozio dove si acquistano prodotti usati già di proprietà del gestore del mercatino.
In questo caso gli oggetti usati derivano esclusivamente dall'attività di sgombero che i gestori del mercatino svolgono parallelamente alla vendita o al restauro degli oggetti in vendita.
Questi mercatini possono essere definiti sociali sia per le molteplici attività di utilità sociale svolte, quella di raccolta nelle case del materiale non più utilizzato, quella di valorizzazione del materiale raccolto, quello di restauro del materiale malridotto; sia per i loro scopi di assistenza alle persone disagiate sia quello di inserimento lavorativo protetto

### Mercatini dell'usato solidale in Italia
Sono molte le cooperative o imprese sociali che hanno scelto, come sbocco naturale della propria attività di sgombero, di aprire dei mercatini dell'usato per valorizzare il materiale raccolto con la propria attività principale.
Le associazioni che hanno una copertura nazionale, con mercatini nelle principali città italiane sono: Emmaus (fondata da Abbé Pierre) e Mani Tese (fondata nel 1964). Altre realtà con un forte legame con il proprio territorio sono:  Triciclo a Torino, Di Mano in Mano a Milano e il Mercatino del riuso e della solidarietà (gestito dal Punto Famiglia Mugello) a Borgo San Lorenzo (Mugello).

## Mercatini dell'usato in conto vendita

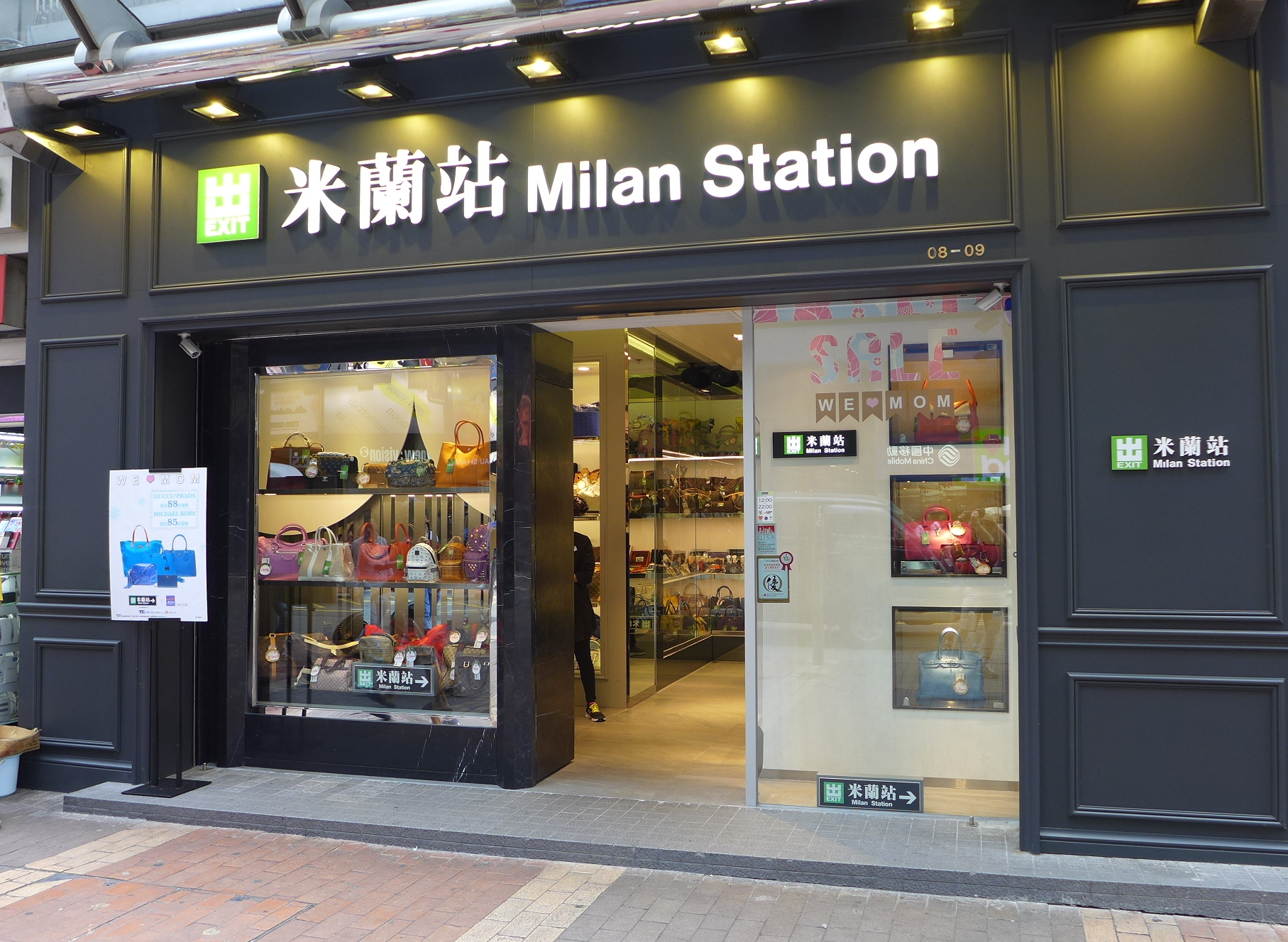
Negozio di oggetti di seconda mano alla stazione Milan di Hong Kong.

Sono quei mercatini che sono gestiti da società o da privati con il sistema del conto vendita.
Lo scopo della vendita degli oggetti usati è quello proprio di ogni attività economica (il profitto) ottenuto con la provvigione che il gestore si trattiene sugli oggetti venduti.

### Meccanismo di funzionamento
Il mercatino dell'usato funziona come un'Agenzia d'Affari, ossia un'attività di intermediazione tra privati basata sul sistema del conto vendita. I clienti del mercatino dell'usato possono essere venditori e/o acquirenti. I venditori sono i fornitori che portano la merce destinata alla vendita, gli acquirenti coloro che acquistano. In quanto agenzia d'intermediazione, il mercatino dell'usato non è un esercizio commerciale come i normali negozi in cui vengono venduti degli oggetti per conto proprio. Al titolare del mercatino dell'usato, come compenso del suo servizio d'intermediazione e di esposizione spetta una provvigione in percentuale sul valore della transazione.
L'Agenzia d'Affari viene esercitata ai sensi dell'art. 115 del T.U.L.P.S. (Testo Unico Legge Pubblica Sicurezza).

### Mercatini dell'usato in conto vendita in Italia
In Italia esistono diverse catene in franchising dell'usato conto terzi: Mercatino compravendita usato, che conta circa 200 punti vendita ed opera dal 1995, Mercatopoli, che opera dal 2002 e ne conta meno di un centinaio circa, Baby Bazar, che opera dal 2005 e ha circa settanta negozi, Kecè, con oltre 20 punti vendita. Nel 2019 è nata anche NIU.eco, che offre servizi ai negozianti autonomi. Lo sviluppo del mercato dell'usato in Italia è legato anche alla crescita di franchisor specializzati nel settore e quindi capaci di garantire un sistema o metodo di lavoro ad hoc, un supporto informativo, organizzativo e tecnologico a molti mercatini dell'usato.
In questa tipologia di mercatino, viene riposta maggiore attenzione all'aspetto qualitativo del servizio, a partire dalla scelta dei locali e dell'organizzazione logistica fino ad arrivare alla cura nella selezione degli oggetti usati da esporre. Per conoscere dove e quanti sono i mercatini dell'usato in Italia, esiste un sito web che li riunisce per regione e provincia: Mercatini d'Italia.

## Mercatini dell'usato all'Estero

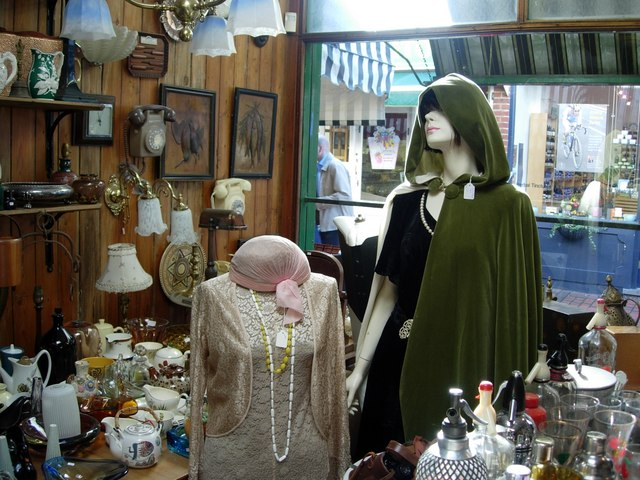
Mercatino dell'usato a Brighton

All'estero i mercatini dell'usato sono una realtà molto vasta e variegata, non di rado ottimamente integrata con il tessuto sociale. Si possono ritrovare forme diverse di mercatini dell'usato: dai garage sales o thrift shop (negozi frugali) negli USA agli op shop in Australia (da opportunity shop: negozio dell'occasione) fino ad arrivare ai second-hand shop (negozio del seconda mano) e charity shop (negozio di beneficenza) nel Regno Unito: la denominazione di questi ultimi è legata al fatto che questi negozi sono nati come strutture di beneficenza. Tra le prime vediamo la Red Cross e Oxfam. Il primo charity shop aperto dall'azienda Oxfam è nato ad Oxford nel 1948. In realtà, da diversi anni, i charity shop sono frequentati anche per altri motivi, come ad esempio per moda e per la ricerca di uno stile alternativo ma anche per un interesse per l'ambiente, dato che il riutilizzo è una forma di riciclaggio decisamente molto ecologica.
Negli Stati Uniti è ormai consuetudine consolidata acquistare nei mercatini dell'usato tanto che è nato un nuovo termine per descrivere questa attività: il thrifting.

## Mercatini dell'usato per bambini

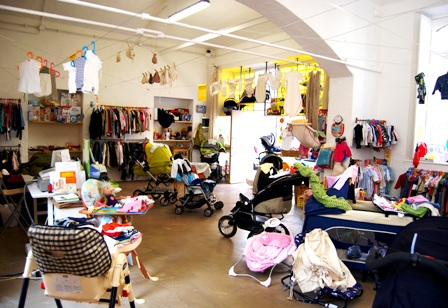
Mercatino dell'usato a Torino

Il settore verso cui alcuni mercatini dell'usato in conto vendita e alcuni mercatini dell'usato in baratto si stanno spingendo sempre più è quello dei prodotti per bambini. Notoriamente i bambini crescono più velocemente di quanto i vestiti e le attrezzature loro dedicate deperiscano, per cui ciò che viene dismesso è utilizzabile da altri bambini. Nel modello di famiglia patriarcale il passaggio dei vestiti o delle attrezzature per bambini avveniva automaticamente, da fratello in fratello, da cugino in cugino. Con il passaggio ad un modello di famiglia nucleare i passaggi diretti sono sempre meno frequenti. I negozi di seconda mano per bambini suppliscono a questa frammentazione delle relazioni famigliari e permettono di riutilizzare i prodotti.